# Darıkent
Darıkent is een gemeente in het Turkse district Mazgirt en telt 1024 inwoners (2000).

## Verkeer en vervoer

### Wegen
Darıkent ligt aan de provinciale weg 62-26.
- Library of Congress Control Number: n93047688
- Nationale Bibliotheek van Israël: 987007533287605171
- Virtual International Authority File: 132675425